# Joanna z Nawarry
Joanna z Nawarry, ang. Joanna of Navarre (ur. ok. 1370, zm. 9 lipca 1437) – córka króla Nawarry – Karola II Złego i Joanny Francuskiej (córki króla Francji Jana II Dobrego i Bonny Luksemburskiej). Księżna Bretanii w latach 1386–1399 i królowa Anglii w latach 1403–1413.

## Pierwsze małżeństwo

Herb Bretanii

2 października 1386, Joanna poślubiła Jana V, księcia Bretanii. Mieli oni 9 dzieci: 
- Joanna (12 sierpnia 1387 w Nantes – 7 grudnia 1388)
- nieznana z imienia córka (1388)
- Jan VI Mądry (24 grudnia 1389 – 29 sierpnia 1442), książę Bretanii
- Maria (18 lutego 1391 w Nantes – 18 grudnia 1446), pani de La Guerche, żona Jana I, księcia d’Alençon
- Małgorzata (1392 – 13 kwietnia 1428), pani de Guillac, żona Alana IX, wicehrabiego de Rohan
- Artur III (24 sierpnia 1393 – 26 grudnia 1458), książę Bretanii
- Gilles (1394 – 19 lipca 1412 w Cosne-sur-Loire), pan de Chantocé i de Ingrande
- Ryszard (1395 – 2 czerwca 1438), hrabia d'Étampes
- Blanka (1397 – po 1419), żona Jana IV, hrabiego d’Armagnac

Pierwszy mąż Joanny zmarł 1 listopada 1399. Joanny była wdową tylko przez 4 lata.

## Drugie małżeństwo

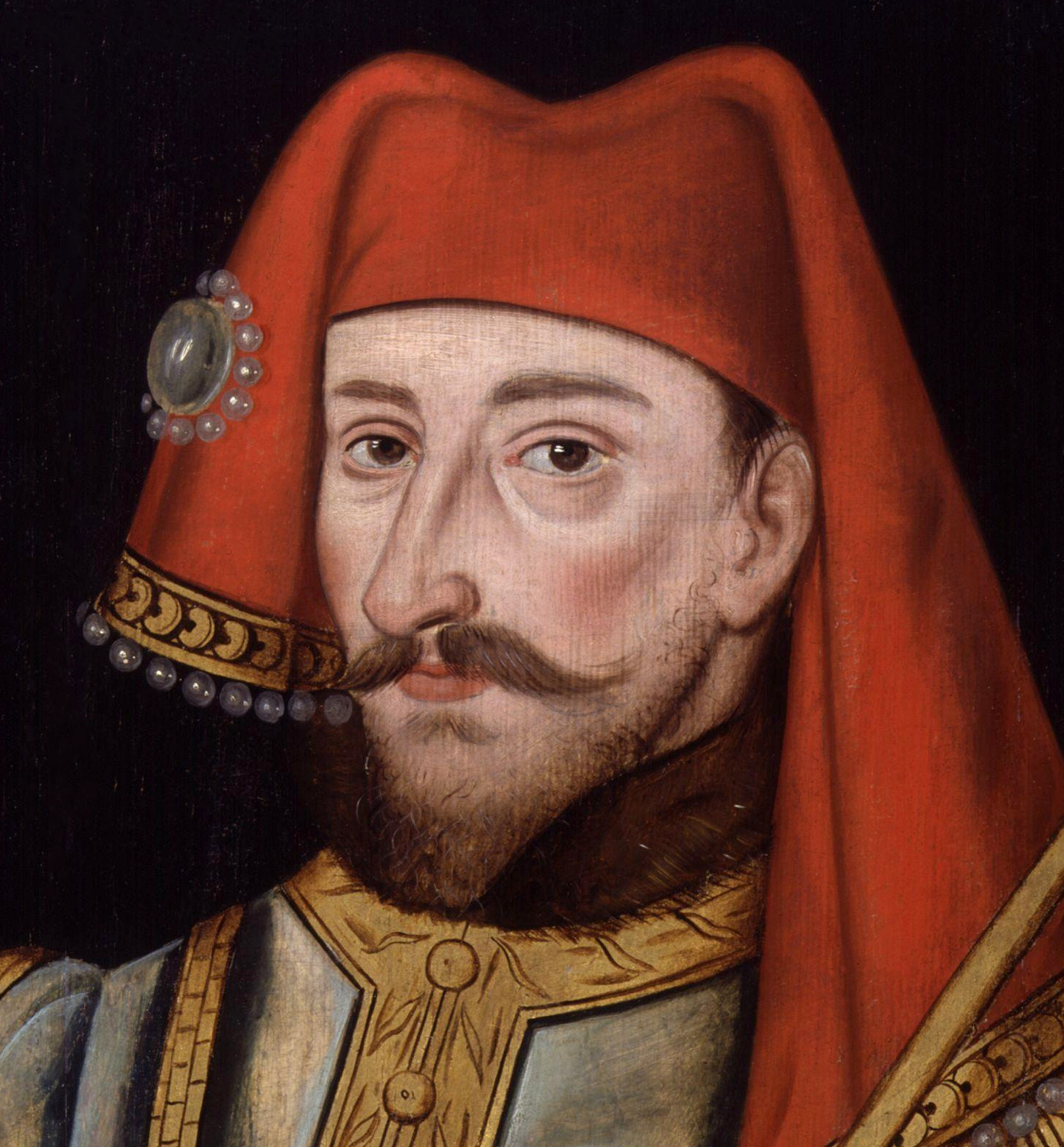
Król Henryk IV

7 lutego 1403 poślubiła owdowiałego króla Anglii Henryka IV Lancastera. Nie mieli oni dzieci, ale Joanna opiekowała się dziećmi Henryka z jego pierwszego małżeństwa – podczas sprzeczek Henryka z synem, zawsze brała stronę przyszłego Henryka V Lancastera.
Podczas panowania jej pasierba Henryka V, została oskarżona o rzucanie uroków i próbę jego otrucia. Uwięziono ją na około 4 lata w Pevensey Castle, w Susseksie. Po uwolnieniu żyła dalej w ciszy i spokoju, przeżyła krótkie panowanie Henryka V i żyła podczas panowania jego syna – Henryka VI Lancastera. Została pochowana obok swojego drugiego królewskiego męża w katedrze w Canterbury.